# Municipio de Fairview (condado de Russell)
El municipio de Fairview (en inglés: Fairview Township) es un municipio ubicado en el condado de Russell en el estado estadounidense de Kansas. En el año 2010 tenía una población de 466 habitantes y una densidad poblacional de 2,51 personas por km².

## Geografía
El municipio de Fairview se encuentra ubicado en las coordenadas 39°2′26″N 98°31′54″O / 39.04056, -98.53167. Según la Oficina del Censo de los Estados Unidos, el municipio tiene una superficie total de 185.56 km², de la cual 184,32 km² corresponden a tierra firme y (0,67 %) 1,24 km² es agua.

## Demografía
Según el censo de 2010, había 466 personas residiendo en el municipio de Fairview. La densidad de población era de 2,51 hab./km². De los 466 habitantes, el municipio de Fairview estaba compuesto por el 97,85 % blancos, el 0,21 % eran amerindios, el 0,64 % eran asiáticos, el 0,64 % eran de otras razas y el 0,64 % eran de una mezcla de razas. Del total de la población el 1,29 % eran hispanos o latinos de cualquier raza.